# جشمة علي (رودبار)
جشمة علي (بالإنجليزية: Cheshmeh-ye Ali, Semnan)‏ هي مستوطنة تقع في إيران في قسم رودبار الريفي.